# Charles Dusaulchoy
Charles Dusaulchoy, né le 22 juillet 1781 à Toul et mort le 4 juillet 1852 à Montmorency, est un peintre français.

## Biographie
Charles Claude Dusaulchoy est le fils de Charles Jacques Dusaulchoy et de Marie Elisabeth Françoise Chapoulot.
En 1804, il épouse Marie Emmanuelle Félicité Micault du Monbar à Fontainebleau.
Élève d'Antoine-Jean Gros et de Jacques-Louis David, il expose au Salon de 1808 à 1850 où il est récompensé d'une médaille de deuxième classe en 1810.
Officier de marine et peintre d'histoire, il devient professeur de topographie de la garde impériale.
Il meurt à Montmorency à l'âge de 70 ans. Il est inhumé au cimetière des Champeaux de Montmorency.

Œuvre de Charles Dusaulchoy
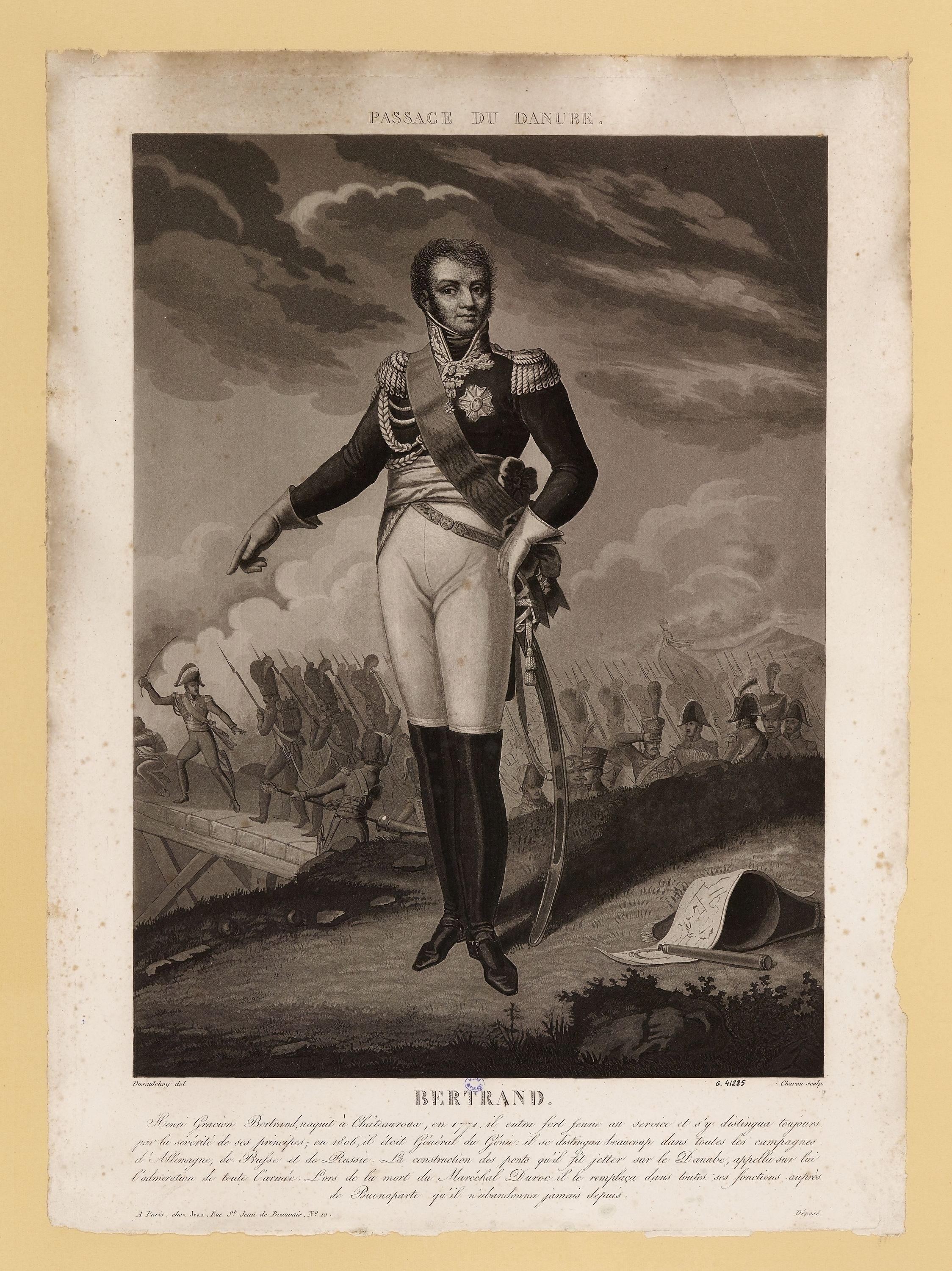
Henri-Gatien Bertrand.

## Œuvres exposées aux Salons parisiens
- L'enlèvement d'Hélène, au Salon de 1808, dessin
- Fin de la bataille d'Iéna, au Salon de 1810
- L'armistice de Znaïm, au Salon de 1812
- Plusieurs miniatures sous le même numéro, au Salon de 1812
- Un portrait en pied, au Salon de 1812
- Bataille de Fontaine-Française, gagnée par Henri IV, en juin 1505, au Salon de 1831
- Tête d'étude, au Salon de 1831
- Vue de la Seine, près de Rosny, au Salon de 1831
- Vue de la ville, du port et de la rade de Cherbourg, prise près de la digue, au Salon de 1831
- Vue prise sur la côte d'Ecosse (Sujet tiré du Pirate, roman de Walter-Scott), au Salon de 1831
- Plusieurs vues de la Côte de Normandie sous le même numéro, au Salon de 1833
- Marine : embouchure d'une rivière (côtes de Bretagne), au Salon de 1833
- Rade de Cherbourg, au Salon de 1833
- Vue de Cherbourg, prise de la digue, au Salon de 1834
- Vue prise à Montigny, au Salon de 1834
- Combat naval, au Salon de 1835
- L'entrée du port du Havre prise du côté de la jetée, au Salon de 1835
- Une vue de la cour de Bretagne, représentant le château du Guildo, au Salon de 1835
- Vue générale du port du Hâvre et de l'embouchure de la Seine, prise du chemin qui conduit au phare, au-dessus de Saint-Adresse, au Salon de 1836
- Vue d'une grotte à Etretat, marée basse, au Salon de 1837
- Incendie d'un convoi et explosion de la corvette l'Etourdie près du cap Freyel (Côtes-du-Nord), janvier 1796 , au Salon de 1841
- Le danger des partis, ou un lendemain d'émeute, au Salon de 1841
- Le charlatan, au Salon de 1843
- Combat entre, une canonnière française et un lougre corsaire, au Salon de 1844
- Le général Baste au passage du Danube, au Salon de 1850
- Le général Duroc à Saint-Jean-d'Acre, au Salon de 1850